# Ieròs Lòchos
Il gruppo di incursori Ieròs Lòchos (greco: Ιερός Λόχος, Battaglione Sacro) fu un reparto di forze speciali greche attivo durante la seconda guerra mondiale.

## Storia
Il gruppo venne creato nel 1942 nell'ambito delle forze armate greche in esilio; essendo stato concepito come forza d'élite e vista l'abbondanza di ufficiali fuggiti dalla Grecia occupata dai tedeschi rispetto ai soldati semplici i suoi membri vennero reclutati inizialmente tra gli ufficiali e gli allievi ufficiali; questi avrebbero però dovuto essere impiegati alla stregua di soldati semplici, sotto il comando iniziale del maggiore Antonios Stefanakis. Alcuni aspiranti volontari vennero individuati tra i militari greci rifugiati in Turchia ma, poiché questi si erano qualificati come militari di truppa, visto il requisito dichiararono per essere accettati uno status da ufficiale alle autorità turche. Anche i pompieri erano accettati tra i volontari. Il reparto venne inizialmente basato sulla consistenza di una compagnia, denominata Λόχος Επιλέκτων Αθανάτων, la compagnia degli scelti immortali (da Λόχος = lòchos, in greco compagnia come reparto militare, comandata da un lochagos, equivalente a capitano dell'esercito) che doveva essere formata da specialisti mitraglieri ed aggregata alla II Brigata greca.
Quando il comando passò al colonnello Christodoulos Tsigantes, ex seguace di Eleutherios Venizelos, questi però effettuò una selezione tra i suoi membri eliminandone quelli con idee politiche di sinistra e quelli che creavano problemi, e convinse gli inglesi ad addestrare il gruppo in Medio Oriente sulla falsariga del Long Range Desert Group britannico. Di conseguenza il reparto venne aggregato al 1º reggimento dello Special Air Service britannico comandato da David Stirling, e venne aggregato alla brigata della Francia libera del generale Jacques-Philippe Leclerc dopo essere stato rinominato appunto Ieròs Lòchos, banda sacra. L'unità effettuò alcune operazioni nell'area del Mareth durante la campagna di Tunisia e successivamente venne aggregata ad una divisione neozelandese con la quale continuò le operazioni fino alla resa delle forze dell'Asse in Nordafrica, con la sua consistenza ampliatasi fino a raggiungere quella di un reggimento.
Rimandata in Palestina e riorganizzata come compagnia paracadutista partecipò dopo la capitolazione dell'Italia ad alcune operazioni anfibie nell'Egeo; tra le altre venne inviata nell'isola di Samo per aiutare la resistenza italiana ai tedeschi nel Dodecaneso ma dovette evacuare col crollo delle forze Alleate nell'area. 
L'unità venne sciolta sciolta il 7 agosto 1945 durante una cerimonia ad Atene in cui alla bandiera dell'unità venne conferita la croce di cavaliere d'oro al valore, massima onorificenza militare greca, e la croce di guerra di prima classe.

## Eredità

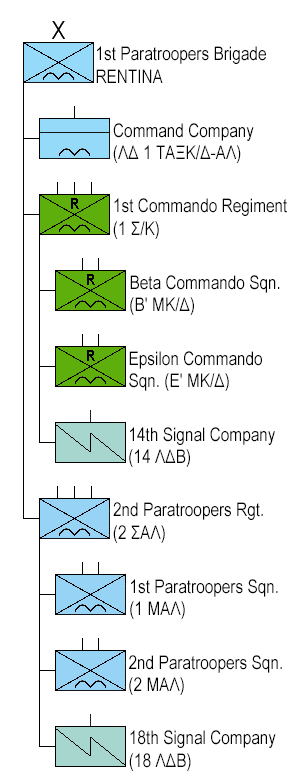
La struttura della attuale 1ª brigata paracadutisti greca

Dopo lo scioglimento da esso vennero formate il 20 gennaio 1947 le compagnie di ranger alpini (ΛΟΚ - Λόχοι Ορεινών Καταδρομών, LOK - Lochoi Oreinōn Katadromōn), delle quali alcune assunsero poi dei ruoli anfibi. Con la caduta del regime di Papadopulos, al cui colpo di Stato avevano preso parte, il reparto venne disciolto. Riformato subito dopo nell'ambito delle forze speciali greche come Forze di incursori (Δυνάμεις Kαταδρομών), venne posto sotto il Comando delle forze speciali (Διοίκηση Ειδικών Δυνάμεων).  Il nome è tuttora associato nell'esercito ellenico ad una compagnia di forze speciali, 13η ΔΕΕ Ιερός Λόχος - 13 Dioikisi Eidikon Epiheiriseon "Ieros Lochos", nell'ambito della 1ª brigata ranger/paracadutisti. Il motto della brigata è ripreso da quello del SAS, Ο Tολμών Nικά, O Tolmon Nika, Chi osa vince, come appare anche nell'emblema della brigata.